# HD108408
HD108408 — хімічно пекулярна зоря спектрального класу A2, що має видиму зоряну величину в смузі V приблизно  7,7.
Вона  розташована на відстані близько 546,3 світлових років від Сонця.